# Манастир Калудра (Прокупље)
Манастир Калудра припада Епархији нишкој Српске православне цркве. Налази се у селу Калудра, на територији Града Прокупља и посвећен је Светим апостолима Петру и Павлу.

## Историја
Манастир је подигнут 1922. године на темељима старе цркве прилогом народа села Калудра, а 1930. је довршен. Реновиран је и фрескописан 1994. године. Конак је направљен 1997. године.